# 북마리아나 제도의 코로나19 범유행
이 문서는 북마리아나 제도의 코로나19 범유행에 대한 글이다.

## 연혁
3월 28일, 북마리아나 제도에 두 명이 코로나바이러스 양성 판정을 받은 것을 확인하였다.

## 예방
3월 16일 즈음, 랄프 토레스 총리는 모든 관공서와 학교가 문을 닫을 것이라고 발표하였다. 또한 대책반도 설치되어 상황을 주시하고 있다.